# سول چونگ
سول چونگ (انگلیسی: Seol Chong؛ زادهٔ ۱ ژانویهٔ ۰۶۵۵) فیلسوف کنفسیوس‌گرایی اهل شیلای متحد در کره بود. سول چونگ یکی از ده عالم بزرگ عهد شیلای متحد بود. او همچنین پیشرو کنفسیوسیسم کره ای به‌شمار می‌رود که آموزه‌های این مکتب را به زبان کره‌ای ترجمه کرد. او با نام ادبی چونگجی و نام مستعار بینگ ول دانگ نیز شناخته می‌شود

## زندگی
سول پسر ونهیو می‌باشد که پرنفوذترین راهب بودایی دودمان شیلا بود. در قرن آشفته هفتم میلادی و درست قبل از اتحاد سه پادشاهی کره، ونهیو، بوداگرایی را در شیلا بنیان نهاد تا مایه تسلی مردمان متأثر از جنگ باشد. سپس او با شاهزاده خانم یوسوک دختر پادشاه موییل ملاقات کرد که سول را در سال ۶۵۵ به دنیا آورد. آنگاه ونهیو به زندگی دنیوی خویش بازگشت تا به موعظه آموزه‌های بودایی بپردازد و سرانجام توانست بودیسم را در شیلا ترویج دهد. اما او پیوندهای خود را با شاهزاده خانم یوسوک و پسرش گسست و سول جوان بدون پدر بزرگ شد.
با وجود غیبت پدر مشهورش، سول به قدری باهوش بود که به عنوان یک محقق پیشرفت داشته باشد. زمانیکه حروف چینی برای اولین بار در شیلا اتخاذ شد، او مأموریت یافت تا آموزه‌های کنفسیوسی را به زبان محلی ترجمه کند. با ترجمه نوشته‌های کنفسیوسی، کنفسیوسیسم به سرعت در سراسر پادشاهی شیلا گسترش یافت و علمای آن زمان سول را به خاطر ترویج راه‌های رسیدن به کنفسیوسیسم در شیلا مورد ستایش قرار دادند.
شرح زندگی وی در جلد ششم کتاب سامگوک ساگی در بخش زندگی‌نامه‌ها و دستاوردهایش نیز در شرح ونهیو (جلد پنجم) کتاب سامگوک یوسا آمده‌است. سول عضوی از شش رده بالا در سیستم رده‌بندی خونی شیلا بود. سول چونگ به خاطر منظم کردن الفباهای ایدو و گوگیول که اولین سیستم‌های نوشتاری زبان کره ای بودند در یادها مانده‌است. الفبای ایدو قبل از سول چونگ نیز در شیلا مورد استفاده قرار می‌گرفت ولی فاقد هر گونه اصول منظمی بود.